# Rębielice Królewskie (gromada)
Rębielice Królewskie – dawna gromada, czyli najmniejsza jednostka podziału terytorialnego Polskiej Rzeczypospolitej Ludowej w latach 1954–1972.
Gromady, z gromadzkimi radami narodowymi (GRN) jako organami władzy najniższego stopnia na wsi, funkcjonowały od reformy reorganizującej administrację wiejską przeprowadzonej jesienią 1954 do momentu ich zniesienia z dniem 1 stycznia 1973, tym samym wypierając organizację gminną w latach 1954–1972.
Gromadę Rębielice Królewskie z siedzibą GRN w Rębielicach Królewskich utworzono – jako jedną z 8759 gromad na obszarze Polski – w powiecie kłobuckim w woj. stalinogrodzkim, na mocy uchwały nr 19/54 WRN w Stalinogrodzie z dnia 5 października 1954. W skład jednostki wszedł dotychczasowej gromady Rębielice Królewskie oraz osady Brzózki i Kamieńszczyzna z dotychczasowej gromady Zawady ze zniesionej gminy Popów w tymże powiecie, a także oddziały leśne nr nr 16–24 i 26–34 z Nadleśnictwa Grodzisko. Dla gromady ustalono 15 członków gromadzkiej rady narodowej.
20 grudnia 1956 województwo stalinogrodzkie przemianowano (z powrotem) na katowickie.
Gromada przetrwała do końca 1972 roku, czyli do kolejnej reformy gminnej.